# Bogan Pride
Bogan Pride es una serie de televisión australiana de comedia transmitida por SBS TV en el año 2008. La serie consta de seis episodios creados y protagonizados por la actriz Rebel Wilson, y fue dirigida por Peter Templeman y producida por Tony Ayres y Michael McMahon.
La historia se centra en la vida de Jennie, una adolescente australiana considerada una bogan, un estereotipo de dicho país respecto a gente de bajos recursos y poco refinada. La serie no tuvo éxito y finalmente no no fue renovada para una segunda temporada por SBS.

## Sinopsis
Jennie Cragg (Rebel Wilson) es una chica obesa que vive en Boonelg con su madre Berenice. Esta sufre extremadamente de sobrepeso y está confinada a su silla de la sala de estar. Nick es su vecino guapo, y sus mejores amigas son: la hipocondríaca Nigella y la extremadamente religiosa Amy Lee. Jennie entra en una competencia de baile para poder pagarle a su madre la operación de grapado de estómago.

## Elenco y personajes

### Principales
- Rebel Wilson como Jennie Cragg.
- Sally Anne Upton como Berenice Cragg.
- Lulu McClatchy como la tía Cassandra.
- Fanny Hanusin como Amy Lee.
- Alice Ansara como Nigella.
- Ryan Jones como Nick.

### Recurrentes
- Natasha Cunningham como Tracy.
- Kate Jenkinson como Tizzneen.
- Janine Atwill como Tessa.
- Caroline Lee como Erin.
- Wilhelmina Stracke como Gaylene.
- Tim Stitz como Jimmy.
- Darren Amor como Stevie.
- Audra Hopgood como Marilyn.
- Leanne Courtney como Susan.
- Brian Mannix como Burt Cragg.
- Adam Zwar como Sr. Laffer

## Episodios
| N.º | Título                     | Dirigido por    | Escrito por  | Fecha de emisión original |
| --- | -------------------------- | --------------- | ------------ | ------------------------- |
| 1 | «The Fugly Fringe»         | Peter Templeman | Rebel Wilson | 6 de octubre de 2008      |
| Jennie Cragg entra en una competencia de baile local en búsqueda de ganar $10.000 para la operación de grapado de estómago de su madre. |                            |                 |              |                           |
| 2 | «The Parachute of Healing» | Peter Templeman | Rebel Wilson | 13 de octubre de 2008     |
| La madre de Jennie ha sido atada a su silla durante semanas después de que una araña mordió su pierna; pero el médico evalúa que su problema es la obesidad mórbida. Cassandra, sin embargo, está más preocupada por el bienestar de su nuevo gato.                                                    |                            |                 |              |                           |
| 3 | «The Maths Olympiad»       | Peter Templeman | Rebel Wilson | 20 de octubre de 2008     |
| Para Jennie y sus amigas, Amy Lee y Nigella, las olimpiadas de matemáticas es el punto culminante de su calendario académico, pero cuando pareciera que Amy Lee ha encontrado un novio en un equipo contrario, Jennie se pone celosa.                                                                  |                            |                 |              |                           |
| 4 | «The Roller Skank Rink»    | Peter Templeman | Rebel Wilson | 27 de octubre de 2008     |
| Jennie necesita recaudar los $10.000 para la operación de su madre. Cassandra inicia la franquicia «Gatos Bonsái» e inicia a Jennie en la venta de estos. |                            |                 |              |                           |
| 5 | «The Need for Mongs»       | Peter Templeman | Rebel Wilson | 3 de noviembre de 2008    |
| Jennie comienza los ensayos de baile con la esperanza de poder vencer a sus enemigas de la escuela. Cassandra es despedida de su puesto como cuidadora profesional debido a su negligencia, pero luego descubre que uno de sus cargos, Marilyn, ha ganado un concurso, pero no puede cobrar el premio. |                            |                 |              |                           |
| 6 | «The Dance Battle»         | Peter Templeman | Rebel Wilson | 10 de noviembre de 2008   |
| Cassandra utiliza a Jennie con el fin de recoger el premio del concurso. Jennie alista a Nick en su equipo de batalla de baile. |                            |                 |              |                           |